# Petra Mede
Petra Maria Mede (Stockholm, 7 maart 1970) is een Zweeds presentatrice, actrice en comédienne.

## Biografie
Petra Mede werd geboren in de Zweedse hoofdstad Stockholm, maar groeide op in Partille, net buiten Göteborg. Ze raakte bekend bij het grote publiek door haar bijdragen in Morgonsoffan en Parlamentet, twee satirische programma's op de Zweedse televisie. In 2009 presenteerde ze Melodifestivalen, de Zweedse kijkcijfertopper en preselectie voor het Eurovisiesongfestival.
In 2009 is Petra Mede verkozen tot beste comédienne van Zweden.
In mei 2013 presenteerde Mede het Eurovisiesongfestival 2013 in Malmö. Het was voor het eerst sinds 1995 dat het festival door slechts één presentatrice geleid werd. In 2015 presenteerde ze samen met Graham Norton Eurovision Song Contest's Greatest Hits, een in Londen opgenomen jubileumshow ter ere van 60 jaar Eurovisiesongfestival. In mei 2016 presenteerde ze opnieuw het Eurovisiesongfestival, dit keer samen met de winnaar van 2015: Måns Zelmerlöw.
In 2017 ging ze ook acteren in de serie Bonusfamiljen, waar ze de rol van Katja speelde.
In 2024 presenteerde ze voor de derde keer het Eurovisiesongfestival, ditmaal samen met actrice Malin Åkerman.
Op het festival van 2025, in Zwitserland, trad ze in de eerste halve finale op in een intervalact.